# Súdogda
Súdogda (del ruso: Судогда) es una ciudad del óblast de Vladímir, en Rusia, centro administrativo del raión homónimo. Está situada en la orilla izquierda del río Súdogda, un afluente del Kliazma, a 40 km al sudeste de Vladímir. Su población se elevaba a 12.035 habitantes en 2010.

## Historia
La localidad fue mencionada por primera vez en el siglo XVII como la sloboda de Súdogdskaya (Судогодская). Poco después se rebautizaría como el pueblo de Súdogda y le fue otorgado el estatus de ciudad en 1778. En ese año se convirtió en centro administrativo de un uyezd y se puso en práctica un plan de uso extensivo de la tierra.
En 1806 y 1838 la ciudad fue seriamente afectada por incendios. En la segunda mitad del siglo XIX, la ciudad recibió un impulso económico, gracias a la apertura, en 1879, del primer molino de tejido de lino y, en 1897, de una fábrica de botellas de vidrio.

## Demografía
| 1897   | 1926   | 1939   | 1979   |
| ------ | ------ | ------ | ------ |
| 3 400  | 4 500  | 6 200  | 12 400 |
| 1989   | 1996   | 2002   | 2008   |
| 14 191 | 14 700 | 13 328 | 12 363 |

## Cultura y lugares de interés
En Súdogda se encuentran la catedral de santa Catalina (Екатерининский собор) de 1814 y la iglesia de Alejandro Nevski (церковь Александра Невского) de 1870.
La ciudad cuenta con un museo de etnografía territorial.

## Economía y transporte
La empresa más importante de la ciudad es una fábrica de lana mineral basada en la antigua fábrica de botellas de vidrio. Por otro lado hay compañías de la industria textil, de la de los muebles y la alimentaria.
La ciudad es terminal para el ferrocarril de mercancías de 46 km que une la ciudad con la línea principal Murom-Kovrov, en la estación Volosataya.
Por Súdogda pasa la carretera R72 entre Vladímir, Murom y Arzamás.

## Personalidades
- Nikolái Krylov (*1941-), matemático ruso.